# دنيس هالي
دنيس هالي (بالإنجليزية: Dennis Haley)‏ هو لاعب كرة قدم أمريكية ولاعب كرة القدم الكندية أمريكي، ولد في 18 فبراير 1982.

## وصلات خارجية
- دنيس هالي على موقع مرجع كرة القدم المحترفة.كوم (الإنجليزية)
- دنيس هالي على موقع JustSportsStats.com (الإنجليزية)